# Albert Dreyfus-Sée
Albert Dreyfus-Sée  (dit Alfred Sée), né le 28 avril 1901 à Valenciennes (Nord) et mort exécuté par les allemands le 27 mars 1944 à Sainte-Marie-de-Chignac (Dordogne) est un industriel juif français. Il est l'époux de Geneviève Bechmann connue comme Amélie Dubouquet. Il est le gendre de l'architecte Lucien Bechmann. 

## Biographie
Albert Dreyfus-Sée est né le 28 avril 1901 à Valenciennes (Nord). Il est le fils de Léon Dreyfus (né le 14 août 1859 et mort le 18 septembre 1927) et de Cécile Gabrielle Dreyfus (née le 21 janvier 1870 dans le 8e arrondissement de Paris et morte le 14 septembre 1965, dans le 16e arrondissement de Paris). Les parents d'Albert Dreyfus-Sée se sont mariés le 11 mars 1891 dans le 8e arrondissement de Paris.
Albert Dreyfus-Sée fait partie d'une fratrie de quatre enfants: Germaine Dreyfus-Sée (1895-1945), Simone Rose Lévy-Javal (27 janvier 1897-1971), épouse de Georges Gustave "André" Lévy-Javal (1890-) et Odette Andrée Lucie Levy-Bruhl (18 juillet 1899-14 octobre 1996) épouse de Jean-Paul Lévy-Bruhl (1890-1960).
Albert Dreyfus-Sée épouse Geneviève Bechmann, connue plus tard comme Amélie Dubouquet, née le 3 avril 1904 à Paris et morte le 24 novembre 1997 à Paris. Ils ont cinq enfants.

### Seconde Guerre mondiale

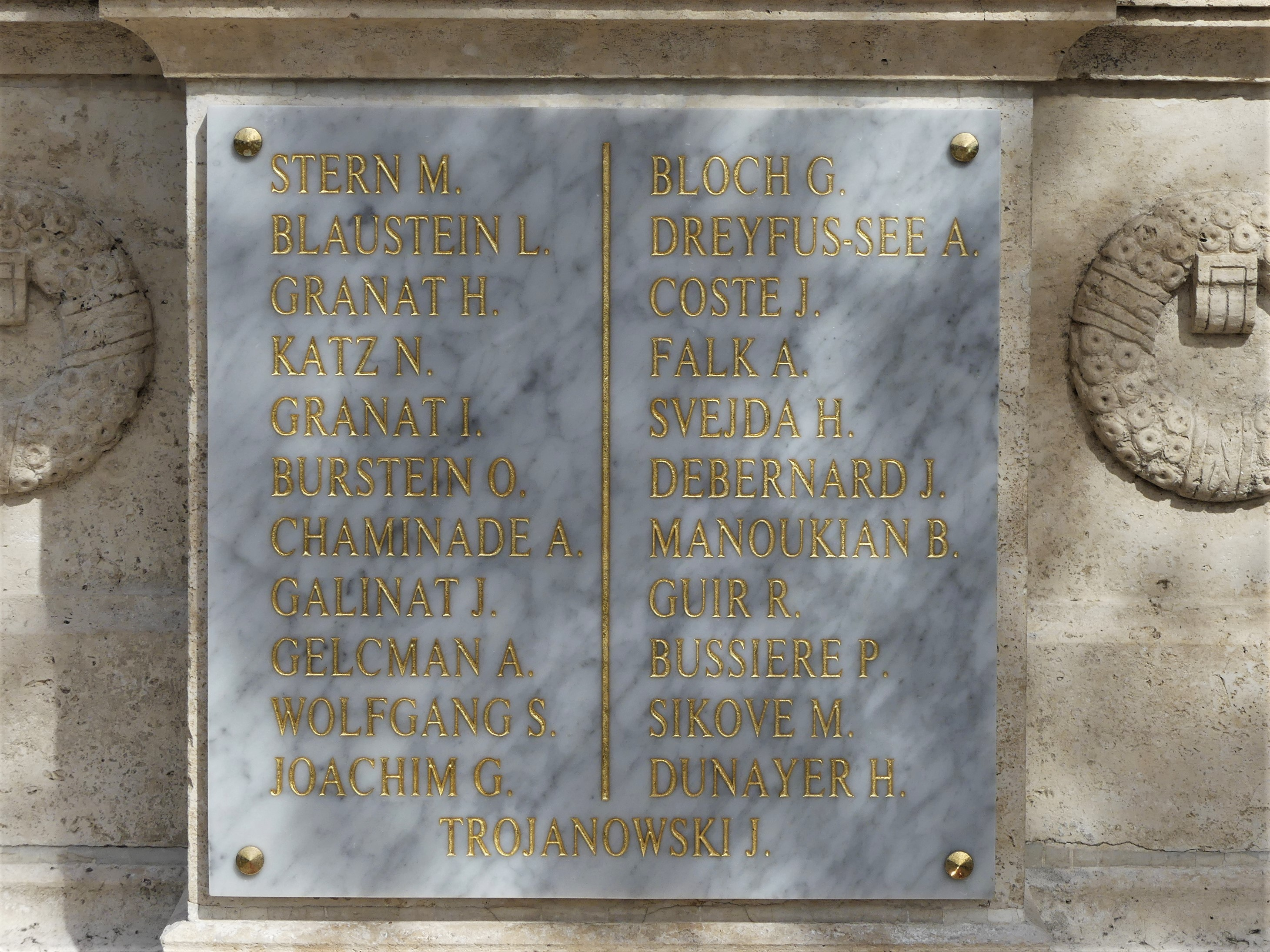
Plaque de la stèle des Potences, avec le nom « DREYFUS-SEE A. », en haut à droite.

En 1940, Albert Dreyfus-Sée devient agriculteur à Sainte-Eulalie-d'Ans en Dordogne. Il entre dans la Résistance. Il accueille des FTP en fin de février 1944. À Sainte-Eulalie, la Milice, sous la direction de Victor Denoix,,, son chef départemental, est très active. Il est dénoncé. Il est arrêté le 2 mars 1944 à Sainte-Eulalie-d'Ans, enfermé comme Résistant et Juif à la kommandantur de Périgueux puis à la prison de Limoges,. Il est fusillé par les Allemands de la division Brehmer le 27 mars 1944 au lieu-dit les Potences, à Sainte-Marie-de-Chignac, avec vingt-quatre autres personnes, dont deux ont survécu, en se faisant passer pour mortes.